# Heliconius clysonymus
Espèce
Heliconius clysonymus est un insecte lépidoptère appartenant à la famille des Nymphalidae, à la sous-famille des Heliconiinae et au genre Heliconius.

## Taxinomie
Heliconius clysonymus a été décrit par Pierre-André Latreille en 1817.

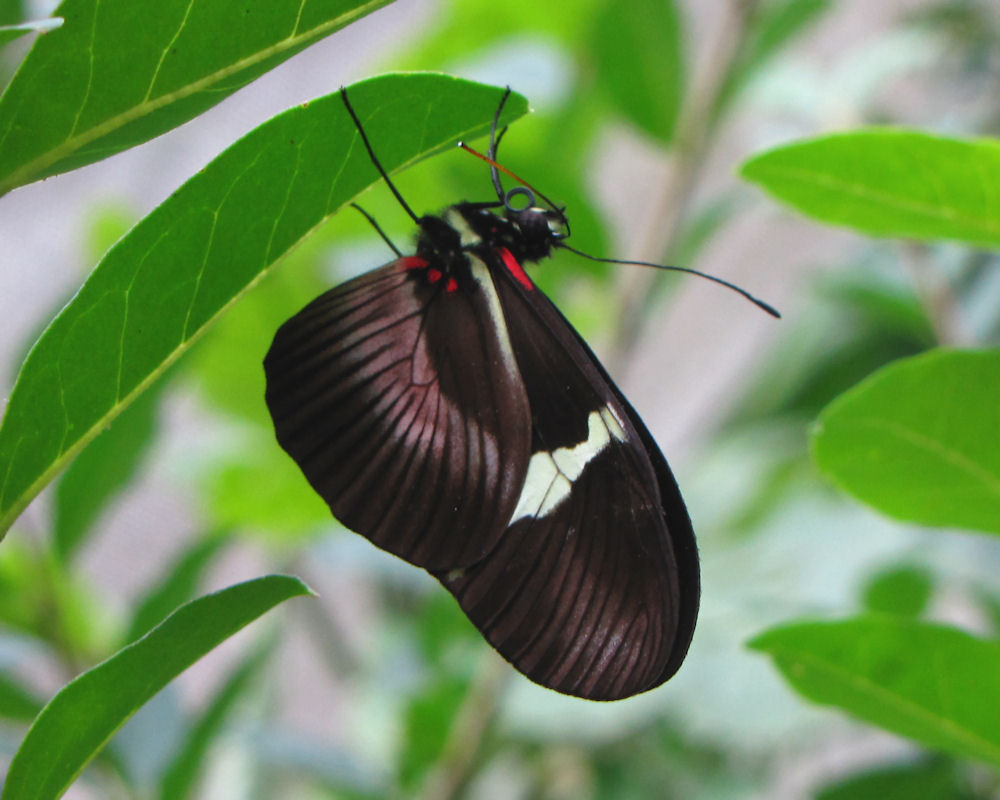
Heliconius clysonymus revers

### Sous-espèces
- Heliconius clysonymus clysonymus Latreille, 1817; présent en Colombie et au Venezuela.
- Heliconius clysonymus fischeri Fassl
- Heliconius clysonymus hygiana Hewitson; présent en Équateur
- Heliconius clysonymus montanus Salvin, 1871; présent au Costa Rica et à Panama.
- Heliconius clysonymus tabaconas Brown, 1976; présent au Pérou[1].

### Noms vernaculaires
Heliconius clysonymus se nomme Clysonymus Longwing ou Yellow Longwing en anglais. Heliconius clysonymus montanus se nomme Montane Longwing.

## Description
C'est un grand papillon d'une envergure de 75 mm et plus, aux ailes allongées et arrondies.
Le dessus est de couleur noire, les ailes antérieures sont barrées d'une bande irrégulière blanche allant de la moitié du bord costal à l'angle interne et les ailes postérieures sont ornées d'une très large bande rouge orangé partant du bord interne près de la base.
Le revers est marron avec aux ailes antérieures la même bande irrégulière blanche que sur le dessus.

## Biologie

### Plantes hôtes
Les plantes hôtes de sa chenille sont des Passiflora, Tryphostemmatoides et Plectostemma, celles de la chenille de Heliconius clysonymus montanus sont Passiflora apelata et Passiflora biflora,.

## Écologie et distribution
Heliconius clysonymus est présent au Honduras, au Costa Rica, au Nicaragua, à Panama, en Colombie, au Venezuela, en Équateur et au Pérou.

### Biotope
Heliconius clysonymus réside dans la forêt tropicale humide jusqu'à une altitude de 2 500 m.

## Protection
Pas de statut de protection particulier.